# 이고어 레비트
이고어 레비트(독일어: Igor Levit, 1987년 3월 10일~) 또는 이고리 세묘노비치 레비트(러시아어: И́горь Семёнович Леви́т)는 러시아 출신 독일의 피아노 연주자, 음악학자이다. 바흐, 베토벤, 리스트의 작품에 중점을 둔 그는 또한 하노버 음악연극미디어대학교의 교수이다. 그는 베를린에 살고 있다.

## 전기
고리키(현재 니즈니노브고로드)의 유대인 가족에게서 태어난 레비트는 세 살 때 피아노를 치기 시작했다. 그는 피아노 교사이자 코레페티토어이며 겐리흐 네이가우스의 장손제자인 어머니 엘레나 레비트로부터 피아노 레슨을 받았다. 어린 시절 그는 고향 콘서트 무대에서 첫 성공을 거두었다. 그의 가족은 1995년 하노버로 이주했다. 1999년부터 2000년까지 그는 잘츠부르크의 모차르테움에서 한스 라이그라프와 함께 공부했으며, 2000년부터 2010년까지 하노버 음악연극미디어대학교에서 카를하인츠 켐멀링, 마티 라이칼리오 및 베른트 괴츠케와 함께 공부했다.
레비트는 전 세계 주요 콘서트홀과 음악 축제에 출연했다. 학업 기간 동안 그는 아테네 국제 마리아 칼라스 그랑프리 2위(2004), 하마마쓰시 제9회 하마마쓰 국제 피아노 아카데미 콩쿠르 1위(2004), 키싱거 클라비에르올림프 피아노 콩쿠르 2위(2004), 텔아비브 아르투르 루빈슈타인 국제 피아노 마스터 콩쿠르 은메달 및 3개 기타 상(2005) 등 여러 국제 콩쿠르에서 입상했다. 2011년 10월에는 프란츠 리스트의 음악에 대한 그의 사랑을 다룬 45분짜리 다큐멘터리가 3sat에서 방영되었다. 그는 2011년부터 2013년까지 BBC 라디오 3 뉴 제너레이션 아티스트였다.
레비트는 2019/2020 겨울 학기부터 하노버 음악연극미디어대학교 (하노버 음악, 연극 및 미디어 대학교) 교수로 임명되었다. 2021년, 레비트는 자선 트리뷰트 앨범 The Metallica Blacklist에 메탈리카 곡 "Nothing Else Matters"의 커버곡을 기여했다.

## 수상
- 2009년 바트 키싱겐에서 열린 키싱거 여름 축제에서 젊은 예술가를 위한 루이트폴트 상[9][10]
- 2017년 베토벤 링[11]
- 2018년 길모어 아티스트 어워드[12][13]
- 2020년 그라모폰 클래식 음악상 – 올해의 아티스트[14] 및 기악 부문 수상 (베토벤 피아노 소나타 전곡)[15]
- 2020년 10월 1일 독일연방공화국 공로장[16]
- 2025년 카이저 오토상[17]

## 하우스콘체르테
2020년 코로나바이러스감염증-19 유행 동안 레비트는 베를린 미테구 자택에서 콘서트를 스트리밍하기 시작했다. 그는 이를 하우스콘체르테 시리즈로 트위터에 게시했다.
- 2020년 3월 12일: 베토벤의 C장조 피아노 소나타 21번 (베토벤), Op. 53 ('발트슈타인')
- 2020년 3월 13일: 프레데릭 르제프스키의 민중은 단결하여 패배하지 않을 것이다
- 2020년 3월 14일:[19] 바흐의 샤콘을 브람스가 왼손으로 편곡[20]
- 2020년 3월 15일: 베토벤의 F단조 피아노 소나타 23번 (베토벤), Op. 57 ('열정')[21]
- 2020년 3월 17일:[22] 베토벤의 C샤프 단조 피아노 소나타 14번 (베토벤) "환상곡풍으로" ('월광')[23]
- 2020년 3월 18일: 슈베르트의 "악흥의 순간"[24]
- 2020년 3월 19일: 슈베르트의 B플랫 장조 피아노 소나타, D. 960[25]
- 2020년 3월 20일: 슈베르트의 A장조 피아노 소나타, D. 959[26]
- 2020년 3월 21일: 슈만C장조의 환상곡 (슈만), Op. 17[27]
- 2020년 3월 22일: 쇼스타코비치의 B단조 피아노 소나타 2번 (쇼스타코비치), Op. 61[28]
- 2020년 3월 23일: 베토벤의 A플랫 장조 피아노 소나타 31번 (베토벤), Op. 110[29]
- 2020년 3월 24일: 바흐의 눈 콤 데어 하이덴 하일란트, BWV 659, 및 이히 루프 추 디어, 헤어 예수 크리스트, BWV 639의 편곡; 부조니의 베르쇠즈, BV 252, 및 판타지아 나흐 요한 제바스티안 바흐, BV 253[30]
- 2020년 3월 25일: 베토벤의 D단조 피아노 소나타 17번 (베토벤), Op. 31/2 ('템페스트')[31]
- 2020년 3월 28일:[32] 모차르트의 B플랫 장조 피아노 소나타 17번 (모차르트), K. 570[33]
- 2020년 3월 29일: 말러의 아다지에토, 빌리 조엘의 "그리고 그렇게 흘러간다", 프레데릭 르제프스키의 "아 멘슈", 프레데릭 웨덜리의 "대니 보이" 편곡[34]
- 2020년 3월 30일: 베토벤의 E플랫 장조 피아노 소나타 18번 (베토벤), Op. 31/3[35]
- 2020년 3월 31일: 리스트의 A플랫 장조 페트라르카의 소네토 123번; 브람스의 인터메조 A장조 Op. 118/2; 바그너의 "이졸데의 사랑의 죽음" 리스트 편곡[36]
- 2020년 4월 1일: 슈베르트의 G플랫 장조 즉흥곡 3번과 C단조 알레그레토, D. 915; 브람스의 B장조 발라드, Op. 10/4[37]
- 2020년 4월 2일: 베토벤의 C장조 피아노 소나타 21번 (베토벤), Op. 53 ('발트슈타인'), 벨뷔 궁전 콘서트룸에서 스트리밍[2][38]
- 2020년 4월 3일: 멘델스존의 "무언가" 두 곡; 조빙의 "루이자"; 슈만의 "Du bist wie eine Blume([[:de:{{{3}}}|독일어판]])"; 재니스 이언의 "별"[39]
- 2020년 4월 4일: 솔로비오프-세도이 & 마투솝스키의 "모스크바의 밤"; 거슈윈의 "랩소디 인 블루"[40]
- 2020년 4월 5일: 차이콥스키의 "사계" ("9월" 제외)[41]
- 2020년 4월 6일: 차이콥스키의 "9월" (사계 중); 베토벤의 C단조 피아노 소나타 8번 (베토벤), Op. 13 ('비창')[42]
- 2020년 4월 7일: 사티의 그노시엔느 3번과 짐노페디 1번; 프레드 허쉬의 "발렌타인"; 베토벤의 G장조 "론도 알라 인가레제 콰시 운 카프리치오", Op. 129 ('잃어버린 동전에 대한 분노')[43]
- 2020년 4월 8일: 쇼스타코비치의 24개의 전주곡 Op. 34[44]
- 2020년 4월 9일: 스콧 조플린의 랙 세 곡;[45] 볼컴의 "우아한 유령 랙"; 슈베르트의 "헝가리 멜로디"; 커런의 "코르넬리우스에게"[46]
- 2020년 4월 10일: 데사우의 "게르니카"; 르제프스키의 "어느 편에 설 것인가?"; 카듀의 텔만 변주곡[47]
- 2020년 4월 11일: 리스트의 C샤프 단조 "일 펜세로소" 및 D단조 단테 소나타[48]
- 2020년 4월 12일: 베토벤의 C단조 피아노 소나타 32번 (베토벤), Op. 111[49]
- 2020년 4월 13일: 베토벤의 디아벨리 변주곡, Op. 120[50]
- 2020년 4월 14일: 베토벤의 F장조 6개의 변주곡, Op. 34; F장조 피아노 소나타 6번 (베토벤), Op. 10/2[51]
- 2020년 4월 15일: 베토벤의 E플랫 장조 피아노 소나타 26번 (베토벤), Op. 81a ('고별')[52]
- 2020년 4월 17일:[53] 무소르그스키의 "전람회의 그림"[54]
- 2020년 4월 18일: 슈만의 C장조 아라베스크 (슈만), Op. 18; 말러의 교향곡 10번 아다지오 편곡[55][56]
- 2020년 4월 19일: 바흐의 "푸가의 기법" 중 "콘트라풍투스 I"; 부조니의 판타지아 콘트라풍티스티카[57]
- 2020년 4월 20일: 스티븐슨의 DSCH 파사칼리아[58]
- 2020년 4월 21일: 알칸의 A플랫 단조 전주곡 8번, Op. 31 ('해변의 미친 여인의 노래'); 힌데미트의 "모음곡 1922"[59]
- 2020년 4월 22일: 베토벤의 F단조 피아노 소나타 23번 (베토벤), Op. 57 ('열정')[60]
- 2020년 4월 23일: 리스트의 "파르지팔의 성배 행진곡", S. 450; 프로코피예프의 B플랫 장조 피아노 소나타 7번 (프로코피예프), Op. 83[61]
- 2020년 4월 24일: 리스트의 "오, 너 나의 아름다운 저녁별", S. 444; 프로코피예프의 C단조 피아노 소나타 4번 (프로코피예프), Op. 29[62]
- 2020년 4월 25일: 리스트의 "발할라" (바그너의 라인의 황금 중) 패러프레이즈; 프로코피예프의 C장조 피아노 소나타 9번 (프로코피예프), Op. 103[63]
- 2020년 4월 26일: 슈만의 E플랫 장조 피아노를 위한 주제와 변주곡 ('유령 변주곡'); 펠드먼의 "마리 궁전"[64]
- 2020년 4월 27일: 레거의 "바흐 주제에 의한 변주곡과 푸가", Op. 81[65]
- 2020년 4월 28일: 베토벤의 A장조 피아노 소나타 2번 (베토벤), Op. 2/2[66]
- 2020년 4월 29일: 멘델스존의 무언가 세 곡; 드뷔시의 6개의 고대 비문; 슈베르트의 A장조 피아노 소나타 2악장, D. 664[67]
- 2020년 4월 30일: 베토벤의 렌틀러;[68] 베토벤의 E장조 피아노 소나타 30번 (베토벤), Op. 109; 쇼팽의 C샤프 단조 스케르초 3번 (쇼팽), Op. 39[69]
- 2020년 5월 2일:[70] 바흐의 골트베르크 변주곡, BWV 988[71]
- 2020년 5월 3일: 브람스의 코랄 전주곡 Op. 122 중 6곡 (부조니 편곡)[72]
- 2020년 5월 4일:[73] 베토벤의 G장조 피아노 소나타 16번 (베토벤), Op. 31/1; 베토벤의 E단조 피아노 소나타 27번 (베토벤), Op. 90[74]
- 2020년 5월 24일:[75] 바흐의 코랄 전주곡 10곡 (부조니 편곡 (BV B 27))[76]

이 콘서트와는 별도로, 2020년 5월 30/31일 레비트는 베를린 스튜디오에서 에릭 사티의 괴롭힘을 15시간 이상 솔로 연주했다.

## 음반
2007년, 20세의 레비트는 나소스 레코드에서 헬무트 뮐러 브륄이 지휘하는 쾰른 챔버 오케스트라와 함께 베토벤 피아노 협주곡 모음집인 데뷔 앨범을 발매했다. 2013년, 그는 소니 클래시컬 레코드에서 루트비히 판 베토벤의 후기 피아노 소나타 (베토벤)(28번부터 32번까지) 두 장짜리 음반을 발매했다. 그의 두 번째 소니 앨범인 요한 제바스티안 바흐의 6개 건반악기를 위한 파르티타 녹음은 2014년 10월 그라모폰 매거진의 이달의 음반으로 선정되었다. 그의 세 번째 소니 앨범은 3CD 세트로 바흐의 골트베르크 변주곡, 베토벤의 디아벨리 변주곡, 프레데릭 르제프스키의 민중은 단결하여 패배하지 않을 것이다를 포함하며 2015년 10월에 발매되었다. 그의 네 번째 앨범은 2018년에 발매된 2CD 세트인 'Life'로, 부조니, 바흐, 슈만, 르제프스키, 바그너, 리스트, 빌 에반스의 작품들을 담고 있다. 이 앨범은 2016년 자전거 사고로 사망한 그의 절친한 친구인 독일 예술가 한네스 말테 말러의 죽음에 대한 레비트의 반응이었다.
베토벤 피아노 소나타 전곡 녹음은 2019년 9월 13일 소니 클래시컬에서 발매되었다. 레비트는 그라모폰의 2020년 올해의 아티스트로 선정되었다. 그의 음반 'On DSCH'는 쇼스타코비치의 24개의 전주곡과 푸가 Op.87을 로널드 스티븐슨의 대작 DSCH 파사칼리아와 짝지어 2021년 소니에서 발매되었다.
- Levit, Igor (2020), 《Igor Levit Encounter》, OCLC 1199777487 이 앨범은 "바흐 [및 브람스]의 코랄 전주곡을 부조니가 편곡한 곡, 레거가 편곡한 브람스의 네 개의 엄숙한 노래, 줄리안 베커가 편곡한 레거의 밤의 노래, 그리고 마지막으로 모튼 펠드먼의 마지막 피아노 독주곡인 마리 궁전을 담고 있다."[91]
- “Paavo Järvi and Igor Levit perform Beethovens Piano Concerto No. 5 = 파보 예르비와 이고리 레비트, 베토벤 피아노 협주곡 5번 연주”. 2020. OCLC 1296623187. 2022년 8월 4일에 확인함.
- 《The 2021 Vienna Philharmonic Summer Night Concert : With Daniel Harding and Igor Levit》, 2021, OCLC 1334798677
- 《Sir Antonio Pappano conducts Schumann and Beethoven – With Igor Levit : Royal Concertgebouw Orchestra》, 2021, OCLC 1252973781
- Levit, Igor (2022), 《Tristan》. 트리스탄은 피아노, 전자 테이프 및 오케스트라를 위해 작곡된 한스 베르너 헨체의 트리스탄; 피아노로 편곡된 바그너의 트리스탄과 이졸데 (오페라) 전주곡과 말러의 교향곡 10번의 아다지오를 담고 있다.[92]
- Levit, Igor (2023), 《Fantasia》. 판타지아는 바흐, 리스트, 알반 베르크, 부조니의 작품들을 담고 있다.[93]

## 앨범
| 연도 | 제목                        | 음반사         |
| ---- | --------------------------- | -------------- |
| 2007 | 베토벤: 피아노 협주곡 1-5번 | Naxos          |
| 2013 | 베토벤: 후기 피아노 소나타  | Sony Classical |
| 2014 | 바흐 파르티타               | Sony Classical |
| 2015 | 바흐 베토벤 르제프스키      | Sony Classical |
| 2018 | Life                        | Sony Classical |
| 2019 | 베토벤: 피아노 소나타 전곡  | Sony Classical |
| 2020 | Encounter                   | Sony Classical |
| 2021 | On DSCH                     | Sony Classical |
| 2022 | Tristan                     | Sony Classical |
| 2023 | Fantasia                    | Sony Classical |
| 2023 | 멘델스존: 무언가            | Sony Classical |
| 2024 | 브람스: 협주곡 등           | Sony Classical |

## 저작물
- Levit, Igor; Zinnecker, Florian (2022). 《Hauskonzert》 (독일어). München: btb Verlag. ISBN 978-3-442-77173-8. OCLC 1309075504.
- Levit, Igor; Drake, Carolyn; Grätz, Ronald; Neubauer, Hans-Joachim (2022). 《Mein Leben mit der Gegenwart ein Gespräch》 (독일어). Göttingen. ISBN 978-3-96999-011-7. OCLC 1309976330.

## 영화
- 《Igor Levit, Mein Liszt》 (독일어), 3Sat, 2011, OCLC 918114930
- 이고리 레비트: 두려움 없음 (독일어), 2023[94]

## 더 읽어보기
- Swed, Mark (2015년 4월 23일). “He holds 88 keys to the future”. 《로스앤젤레스 타임스》 (Los Angeles). 23면. 2020년 5월 23일에 확인함 – Newspapers.com 경유.
- Weininger, David (2016년 8월 14일). “Continuous variation”. 《보스턴 글로브》 (Boston). N3면. 2020년 5월 23일에 확인함 – Newspapers.com 경유.
- Duke, David Gordon (2016년 2월 13일). “Emerging piano great takes his playlist personally”. 《밴쿠버 선》 (Vancouver). 65면. 2020년 5월 23일에 확인함 – Newspapers.com 경유.
- Rhein, John von (2017년 3월 14일). “Pianist Igor Levit makes formidable Orchestra Hall debut”. 《시카고 트리뷴》 (Chicago). 4-2면. 2020년 5월 23일에 확인함 – Newspapers.com 경유.
- McIntosh, Fergus (2018년 11월 20일). “Close At Hand with the Pianist Igor Levit”. 《더 뉴요커》 (New York City). 2020년 5월 23일에 확인함.
- Welscher, Hartmut (2020년 2월 19일). “Winner Takes All”. 《VAN Magazine》 (Berlin). 2020년 5월 13일에 원본 문서에서 보존된 문서. 2020년 5월 28일에 확인함.
- Pirich, Carolin; Stuff, Britta (2020년 9월 10일). “Rock Bottom: Navigating the Corona Crisis with Pianist Extraordinaire Igor Levit”. 《Spiegel International》 (Hamburg). 2020년 10월 15일에 확인함.